# Miki Koyama
Miki Koyama (小山 美姫 Koyama Miki?, Yokohama, Japón; 5 de septiembre de 1997) es una piloto de automovilismo japonesa. Actualmente compite en la Super GT Series con Anest Iwata Racing with Arnage en la categoría GT300.

## Carrera

### Inicios
Habiendo comenzado a competir en el karting, Koyama asistió a la Fórmula Toyota Racing School antes de pasar al Campeonato de Japón de Fórmula 4 en 2015.

### W Series

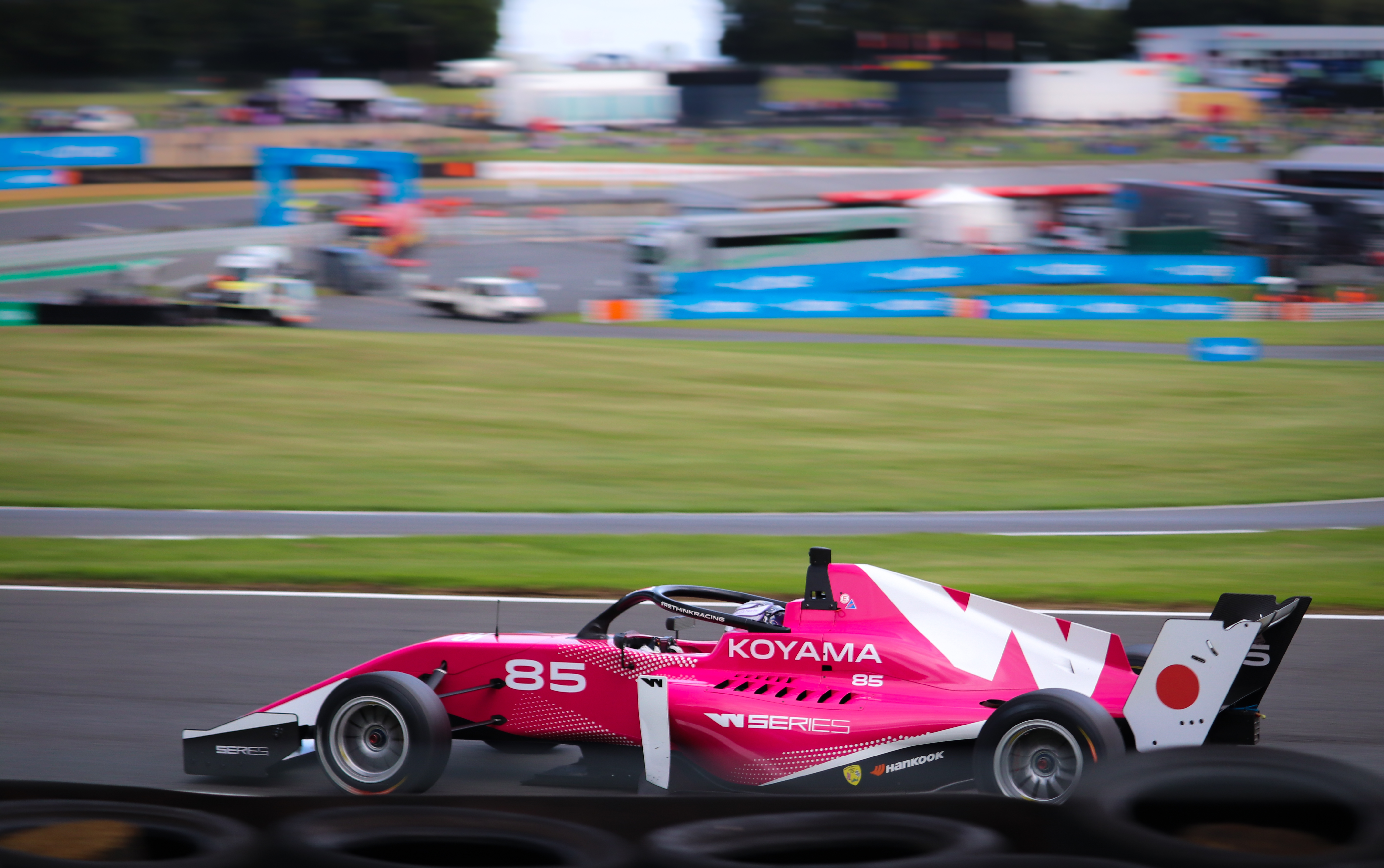
Koyama en Brands Hatch, 2019.

En 2019, Koyama fue anunciado como uno de los 18 pilotos permanentes para la temporada inaugural de la W Series. En la primera ronda en el Hockenheimring, Koyama se clasificó en el puesto 17 y terminó en el séptimo después de marcar la vuelta más rápida de la carrera. Durante el resto de la temporada, Koyama obtuvo tres puntos más en el camino hacia el séptimo lugar en el campeonato y fue nombrado como una competidora que regresaría para la 2020.

## Resumen de carrera
| Temporada | Categoría                                    | Equipo                         | Carreras     | Victorias    | Poles        | VR           | Podios       | Puntos       | Pos.         |
| --------- | -------------------------------------------- | ------------------------------ | ------------ | ------------ | ------------ | ------------ | ------------ | ------------ | ------------ |
| 2015      | Campeonato de Japón de Fórmula 4             | miNami aoYama with SARD        | 2            | 0            | 0            | 0            | 0            | 0            | 50.ª         |
| 2016      | Campeonato de Japón de Fórmula 4             | miNami aoYama with SARD        | 3            | 0            | 0            | 0            | 0            | 0            | 32.ª         |
| 2016      | Campeonato de Japón de Fórmula 4             | Saitama Toyopet GreenBrave     | 5            | 0            | 0            | 0            | 0            | 0            | 32.ª         |
| 2017      | Campeonato de Japón de Fórmula 4             | leprix sport                   | 13           | 0            | 0            | 0            | 0            | 0            | 34.ª         |
| 2017      | Super Taikyu Series - ST-4                   | T's Concept                    | 1            | 0            | 0            | 0            | 0            | 0            | NC           |
| 2018      | Campeonato de Japón de Fórmula 4             | Field Motorsports              | 14           | 0            | 0            | 0            | 0            | 10           | 15.ª         |
| 2019      | W Series                                     | Hitech GP                      | 6            | 0            | 0            | 1            | 0            | 30           | 7.ª          |
| 2019      | Campeonato Asiático de F3 Invernal           | B-Max Racing                   | 3            | 0            | 0            | 0            | 0            | 0            | NC           |
| 2019      | Campeonato Asiático de F3                    | B-Max Racing                   | 3            | 0            | 0            | 0            | 0            | 18           | 15.ª         |
| 2019      | Campeonato Asiático de F3                    | BlackArts Racing Team          | 3            | 0            | 0            | 0            | 0            | 18           | 15.ª         |
| 2019      | Campeonato de Japón de Fórmula 4             | Honda Fórmula Dream Project    | 10           | 0            | 0            | 0            | 0            | 7            | 17.ª         |
| 2019-20   | Campeonato Asiático de F3                    | BlackArts Racing Team          | 3            | 0            | 0            | 0            | 0            | 3            | 16.ª         |
| 2020      | Campeonato de Fórmula Regional Japonesa      | Zap Speed                      | 2            | 0            | 0            | 0            | 0            | 16           | 20.ª         |
| 2021      | W Series                                     | Sirin Racing                   | 8            | 0            | 0            | 0            | 0            | 14           | 14.ª         |
| 2021      | Super Fórmula Lights                         | B-Max Engineering              | 3            | 0            | 0            | 0            | 0            | 0            | 13.ª         |
| 2022      | Campeonato de Fórmula Regional Japonesa      | Super License                  | 17           | 7            | 5            | 8            | 17           | 349          | 1.ª          |
| 2023      | Super GT Japonés - GT300                     | Anest Iwata Racing with Arnage | Disputándose | Disputándose | Disputándose | Disputándose | Disputándose | Disputándose | Disputándose |
| 2023      | Campeonato del Sudeste Asiático de Fórmula 4 | Super Licence                  | Disputándose | Disputándose | Disputándose | Disputándose | Disputándose | Disputándose | Disputándose |
| Fuente:   |                                              |                                |              |              |              |              |              |              |              |

## Resultados

### W Series
(Clave) (negrita indica pole position) (cursiva indica vuelta rápida)

| Año  | Equipo       | 1     | 2      | 3       | 4      | 5       | 6      | 7      | 8      | Pos. | Puntos |
| ---- | ------------ | ----- | ------ | ------- | ------ | ------- | ------ | ------ | ------ | ---- | ------ |
| 2019 | Hitech GP    | HOC 7 | ZOL 8  | MIS 4   | NOR 6  | ASS Ret | BRH 20 |        |        | 7.ª  | 30     |
| 2021 | Sirin Racing | SPI 5 | SPI 18 | SIL Ret | BUD 12 | SPA 9   | ZAN 10 | AUS 10 | AUS 12 | 14.ª | 14     |